# David Aganzo
David Aganzo Méndez (Madrid, 10 de janeiro de 1981) é um ex-futebolista profissional espanhol que atuava como atacante.

## Carreira
David Aganzo Méndez se profissionalizou no Real Madrid Castilla.

## Vida Pessoal
Aganzo namorou a futebolista brasileira Milene Domingues, entre 2003 e 2009.

## Títulos

### Clube
Real Madrid
- UEFA Champions League: 1999–2000

Espanha
- Mundial S-20: 1999